# Collateraal
Een collateraal of vas collaterale is een nieuw gevormd bloedvat dat een verbinding tot stand brengt tussen bloedvaten die normaal  niet direct verbonden zijn. Als de druk in een bloedvat erg hoog is worden er collateralen gevormd naar een bloedvat met een lagere druk. Dit kan bijvoorbeeld ontstaan bij portale stuwing, waar collateralen een verbinding vormen tussen de vena portae en de vena hepatica, waarbij het bloed om de lever geleid wordt (portosystemische shunt).
Er bestaat een belangrijk verschil tussen collateralen en een aangeboren shunt, waarbij één groot bloedvat een verbinding vormt, in plaats van veel kleine vaten.